# Mengabril
Mengabril è un comune spagnolo di 451 abitanti situato nella comunità autonoma dell'Estremadura.